# Ariobarzane (satrape de Perside)
Pour les articles homonymes, voir Ariobarzane.
Ariobarzane ou Ariobarzanès (en grec ancien Ἀριοβαρζάνης / Ariobarzanès) est un satrape perse du temps des conquêtes d'Alexandre le Grand. Il commande les forces perses à la bataille des Portes persiques en 330 av. J.-C.

## Biographie
Ariobarzane appartient peut-être à l'une des familles aristocratiques qui règne en Cappadoce ou en Phrygie hellespontique. L'identification avec le fils d'Artabaze qui s'est rallié à Alexandre est remise en question par Quinte-Curce. Il est satrape de Perside depuis au moins 331 av. J.-C.
À la bataille de Gaugamèles, il commande un contingent de Perses et, vraisemblablement, de Mardes. Après la défaite perse, il se retire dans sa satrapie et, fin 331, il est chargé par Darius III de bloquer le passage à Alexandre aux Portes persiques dans les monts Zagros. Cette bataille est considérée comme le « baroud d'honneur » des Perses face aux Macédoniens. Sa sœur, Youtab, aurait participé aux combats. Alexandre parvient à vaincre les Perses en les encerclant dans l'étroit défilé ; selon Arrien et Quinte-Curce, Ariobarzane se serait enfui avec quelques cavaliers. De retour à Persépolis, il se voit interdire l'entrée dans la ville et périt en 330 dans une bataille désespérée contre les Macédoniens. Une autre tradition stipule qu'il a été tué dans les combats aux Portes persiques.
Alexandre le remplace à son poste de satrape par Phrasaortès.

## Sources antiques
- Arrien, Anabase [lire en ligne].
- Quinte-Curce, L'Histoire d'Alexandre le Grand [lire en ligne]